# Astele boileaui
Astele boileaui is een uitgestorven slakkensoort uit de familie van de Calliostomatidae. De wetenschappelijke naam van de soort werd voor het eerst geldig gepubliceerd in 1931 door Marwick.